# جوردن مور-تايلور
جوردن مور-تايلور (بالإنجليزية: Jordan Moore-Taylor)‏ هو لاعب كرة قدم بريطاني في مركز الدفاع، ولد في 24 يناير 1994 في إكستر في المملكة المتحدة. لعب مع نادي إكزتر سيتي.

## وصلات خارجية
- جوردن مور-تايلور على موقع قاعدة بيانات كرة القدم.إي يو (الإنجليزية)
- جوردن مور-تايلور على موقع Soccerbase.com (لاعب) (الإنجليزية)
- جوردن مور-تايلور على موقع Soccerway.com (الإنجليزية)